# WASP-6
WASP-6 es una estrella que está a unos 1000 años luz (306,74 pc) del sistema solar en la constelación de Acuario.
Su magnitud aparente es de 12,4, no siendo visible a simple vista. Su tipo espectral es G8 y posee una temperatura en su fotosfera de 5.800 K. Tiene un planeta extrasolar, WASP-6b.

## Su planeta
Artículo principal: WASP-6b
Tiene sólo un planeta.
Su planeta se llama WASP-6b, y lo han encontrado con el proyecto SuperWasp.
Este planeta se descubrió en 2008.
Su temperatura es de 2200 kelvins (K).